# Vivien Aslanian
Pour les articles homonymes, voir Aslanian.
Vivien Aslanian est un producteur de cinéma français né le 17 mars 1977.

## Biographie
Vivien Aslanian rejoint le groupe Pathé en 1997 en tant que contrôleur de gestion puis responsable des opérations de la filiale Pathé Vidéo. En 2004 il est nommé directeur général adjoint, distribution vidéo, de Pathé Distribution.
En 2016, il quitte Pathé Distribution avec Romain Le Grand pour fonder Marvelous Productions.

## Filmographie
- 2023 : BDE de Michaël Youn
- 2023 : Hawaii de Mélissa Drigeard
- 2024 : The Return d'Uberto Pasolini
- 2024 : Numéro 10 de David Diane
- 2024 : Elle et lui et le reste du monde d'Emmanuelle Belohradsky